# Atoposmia rupestris
Atoposmia rupestris là một loài Hymenoptera trong họ Megachilidae. Loài này được Cockerell mô tả khoa học năm 1935.